# Éster etílico

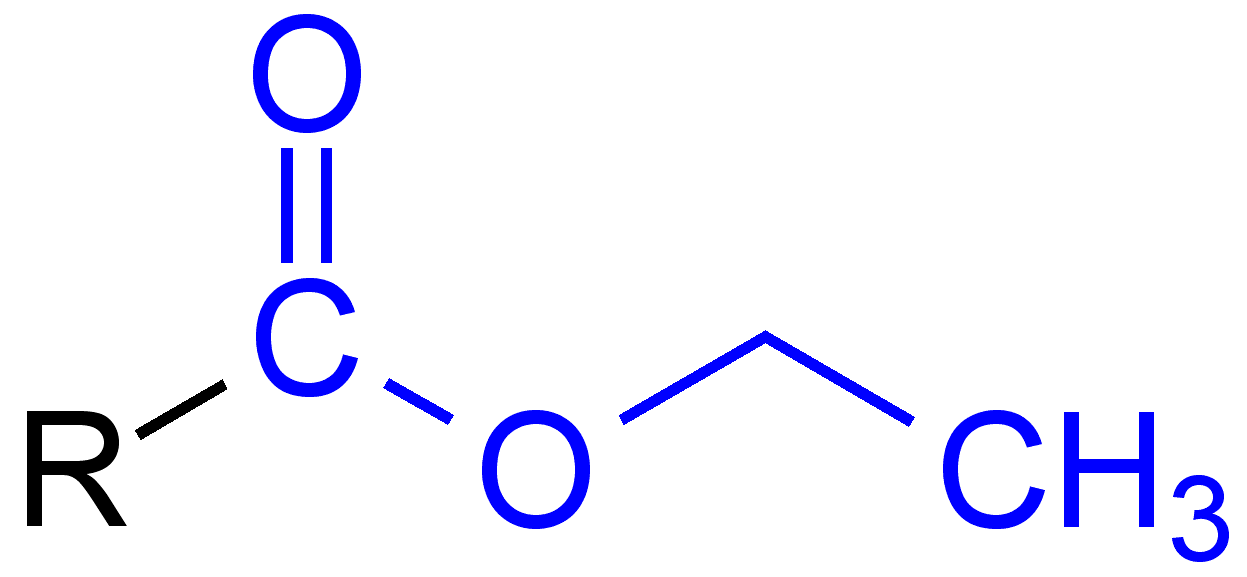
Éster etílico de un ácido carboxílico. El residuo de éster etílico está marcado en azul. R representa un átomo de hidrógeno o un radical organilo (radical alquilo, radical arilo o radical alquilarilo, etc.). En el cloroformiato de etilo, el grupo R es un átomo de cloro.

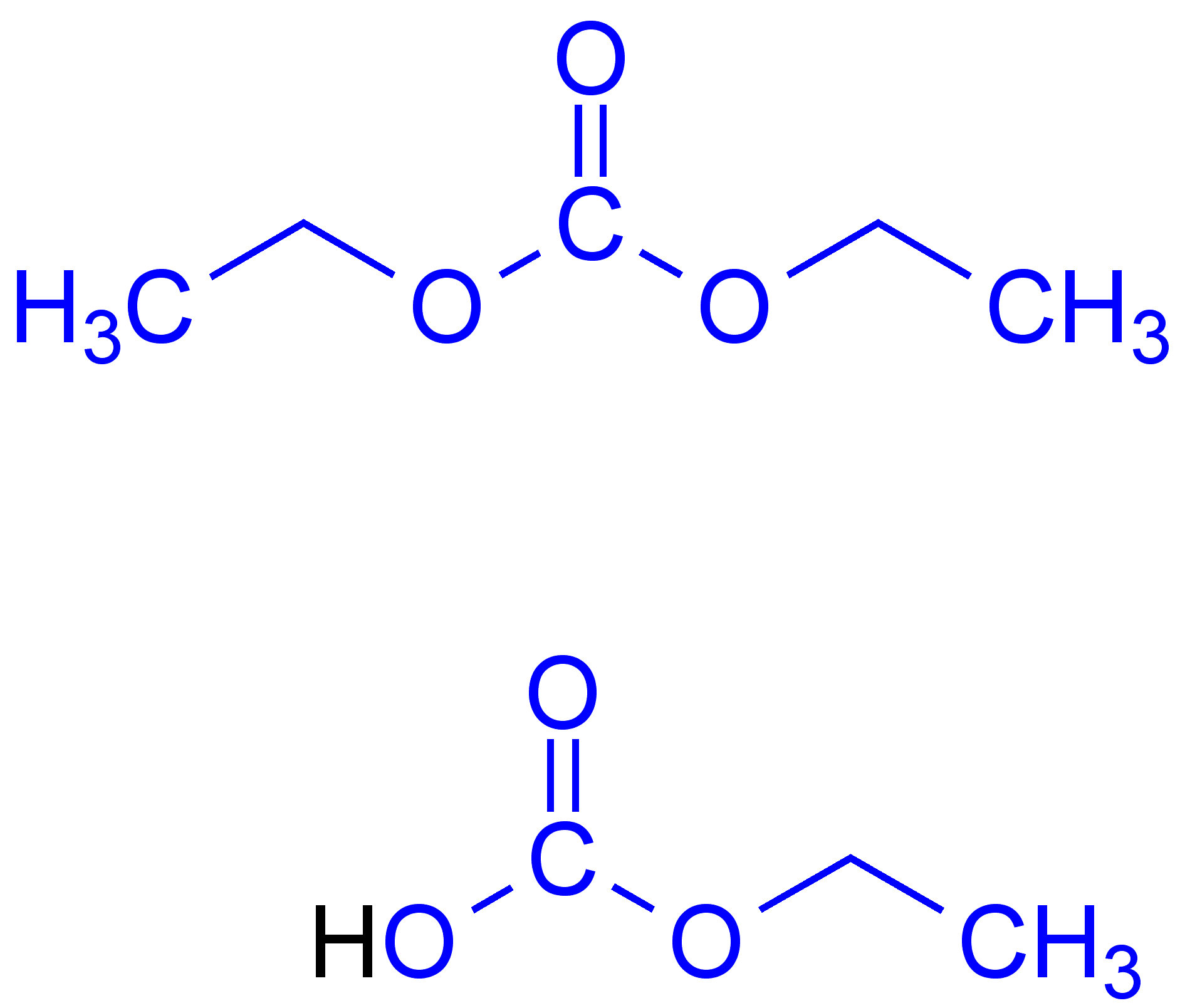
Éster dietílico (arriba) y éster monoetílico (abajo) del ácido carbónico. El grupo funcional está marcado en azul.

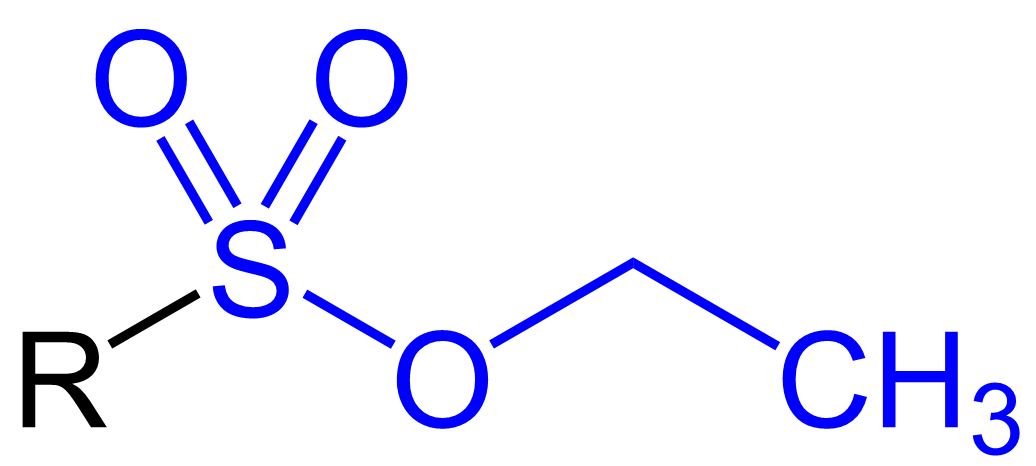
Éster etílico de un ácido sulfónico. El residuo de éster etílico está marcado en azul. R representa un residuo organilo (residuo alquilo, residuo arilo o residuo alquilarilo, etc.).

Los ésteres etílicos son compuestos químicos que pertenecen al grupo de los ésteres. Se forman por esterificación de un ácido carboxílico o un oxoácido inorgánico con etanol y tienen el grupo éster funcional característico. Además de los ésteres de ácido carboxílico, los ésteres etílicos también incluyen ésteres de ácido carbónico y ésteres derivados de ácidos sulfónicos y etanol. De forma análoga, los ésteres etílicos también pueden formarse a partir de ácido nítrico, ácidos sulfínicos, ácidos fosfónicos o ácidos fosfínicos por un lado y etanol por otro. El ortoformiato de trietilo, HC(OC2H5)3, es un representante bien conocido de los ésteres de ácido ortocarboxílico.

## Presencia en la naturaleza
Los ésteres etílicos del ácido carbónico se encuentran en muchas frutas y alimentos como componentes que aportan olor, como los denominados ésteres de frutas. En la naturaleza, el éster etílico del ácido butírico (Butirato de etilo) se encuentra en varias plantas, como en las fresas, manzanas, naranjas y piñas. El éster etílico del ácido 4-(Z)decenoico, el éster etílico del ácido 2-(E)-octenoico y el éster etílico del ácido (2E,4Z)-decadienoico se encuentran en las peras, y el éster etílico del ácido (S)-2-metilbutírico en las naranjas y las piñas. El formiato de etilo es un componente del ron y el arak.

## Producción
Los ésteres etílicos se forman, por ejemplo, a partir de un ácido carboxílico y etanol con deshidratación catalizada por ácido.
Los ésteres etílicos también se pueden obtener a partir de cloruros de ácido carboxílico y etanol utilizando el método Schotten-Baumann. Los ésteres etílicos también se pueden sintetizar a partir de anhídridos de ácido carboxílico y etanol. La sustitución nucleófila de haluros de metilo (como el yoduro de etilo) con iones carboxilato también produce éster etílico.
De este modo, los ésteres dietílicos se forman a partir de ácidos dicarboxílicos y etanol, los ésteres trietílicos a partir de ácidos tricarboxílicos y etanol, etc.

## Usos
El acetato de etilo se utiliza como disolvente y agente gelatinizante, como en la lana de colodión y celuloide, utilizados en la industria. Algunos ésteres etílicos de ácidos carboxílicos se utilizan como aromatizantes y saborizantes.
Debido a su mayor lipofilicidad, los ésteres etílicos pueden atravesar barreras o evitar defectos en el transporte de aminoácidos. Los ésteres etílicos de L-triptófano y posiblemente otros aminoácidos son la única opción de tratamiento para los casos graves de la enfermedad de Hartnup.